# Ulla Ulla
Ulla Ulla ist eine Ortschaft im Departamento La Paz im südamerikanischen Andenstaat Bolivien.

## Lage im Nahraum
Ulla Ulla liegt in der Provinz Franz Tamayo und ist zentraler Ort im Cantón Ulla Ulla im Municipio Pelechuco. Die Ortschaft liegt in den nordwestlichen Ausläufern der Cordillera Apolobamba auf einer Höhe von 4343 m in der Ebene der Ucha Ucha Pampa, drei Kilometer Luftlinie östlich der peruanischen Grenze, am Ufer des Río Khanu Uma, eines linken Nebenflusses zum Río Suches.

## Geographie
Ulla Ulla liegt im nördlichen Teil der bolivianischen Cordillera Central. Die Region weist ein ausgeprägtes Tageszeitenklima auf, bei dem die mittlere Temperaturschwankung im Tagesverlauf deutlicher ausfällt als im Verlauf der Jahreszeiten.
Die Jahresdurchschnittstemperatur der Region liegt bei 5 °C, der Jahresniederschlag beträgt etwa 750 mm (siehe Klimadiagramm Pelechuco). Die Monatsdurchschnittstemperaturen schwanken nur unwesentlich zwischen 2 °C im Juni/Juli und 6 °C im Oktober bis Dezember, die Monatsniederschläge liegen zwischen unter 10 mm in den Monaten Juni und Juli und über 100 mm von Dezember bis März.

## Verkehrsnetz
Ulla Ulla liegt in einer Entfernung von 270 Straßenkilometern nordwestlich von La Paz, der Hauptstadt des gleichnamigen Departamentos.
Von La Paz führt die asphaltierte Nationalstraße Ruta 2 in nordwestlicher Richtung 70 Kilometer bis Huarina, dort zweigt die Ruta 16 ab, die als asphaltierte Straße weiter in nordwestlicher Richtung in 97 Kilometern entlang des Titicacasees bis Escoma führt. Von dort führt die Ruta 16 weiter als unbefestigte Piste weiter nach Norden und erreicht nach 49 Kilometern Villa Rosario de Wilacala. Von dort sind es noch einmal fünfzehn Kilometer in nördlicher Richtung bis Llachuani. Dreieinhalb Kilometer nördlich von Llachuani zweigt eine Nebenstraße nach links in westlicher Richtung von der Ruta 16 ab und führt vorbei an Moroqarqa nach Ulla Ulla und weiter bis in die abgelegenen Goldabbaugebiete im Kanton Suches an der Grenze zu Peru.
Drei Kilometer nördlich von Ulla Ulla befindet sich die 1200 Meter lange Start- und Landebahn von Ulla Ulla.

## Bevölkerung
Die Einwohnerzahl der Ortschaft ist in dem Jahrzehnt zwischen den beiden letzten Volkszählungen um ein Drittel angestiegen:
| Jahr | Einwohner         | Quelle       |
| ---- | ----------------- | ------------ |
| 1992 | keine Detaildaten | Volkszählung |
| 2001 | 73                | Volkszählung |
| 2012 | 95                | Volkszählung |
| 2024 |                   | Volkszählung |

Die Bevölkerung der Region setzt sich etwa zu gleichen Teilen aus den indigenen Völkern der Aymara und Quechua zusammen.